# Bloodlust: Subspecies III
Bloodlust: Subspecies III è un film horror del 1994 diretto da Ted Nicolaou, terzo capitolo della saga di film horror Subspecies.

## La saga
La saga Subspecies ha avuto 4 sequel, diretti da vari registi: 
- Subspecies (1991)
- Bloodstone: Subspecies II (1993)
- Bloodlust: Subspecies III (1994)
- Subspecies 4: Bloodstorm (1998)